# جشنواره بین‌المللی سینمای مسلمان کازان

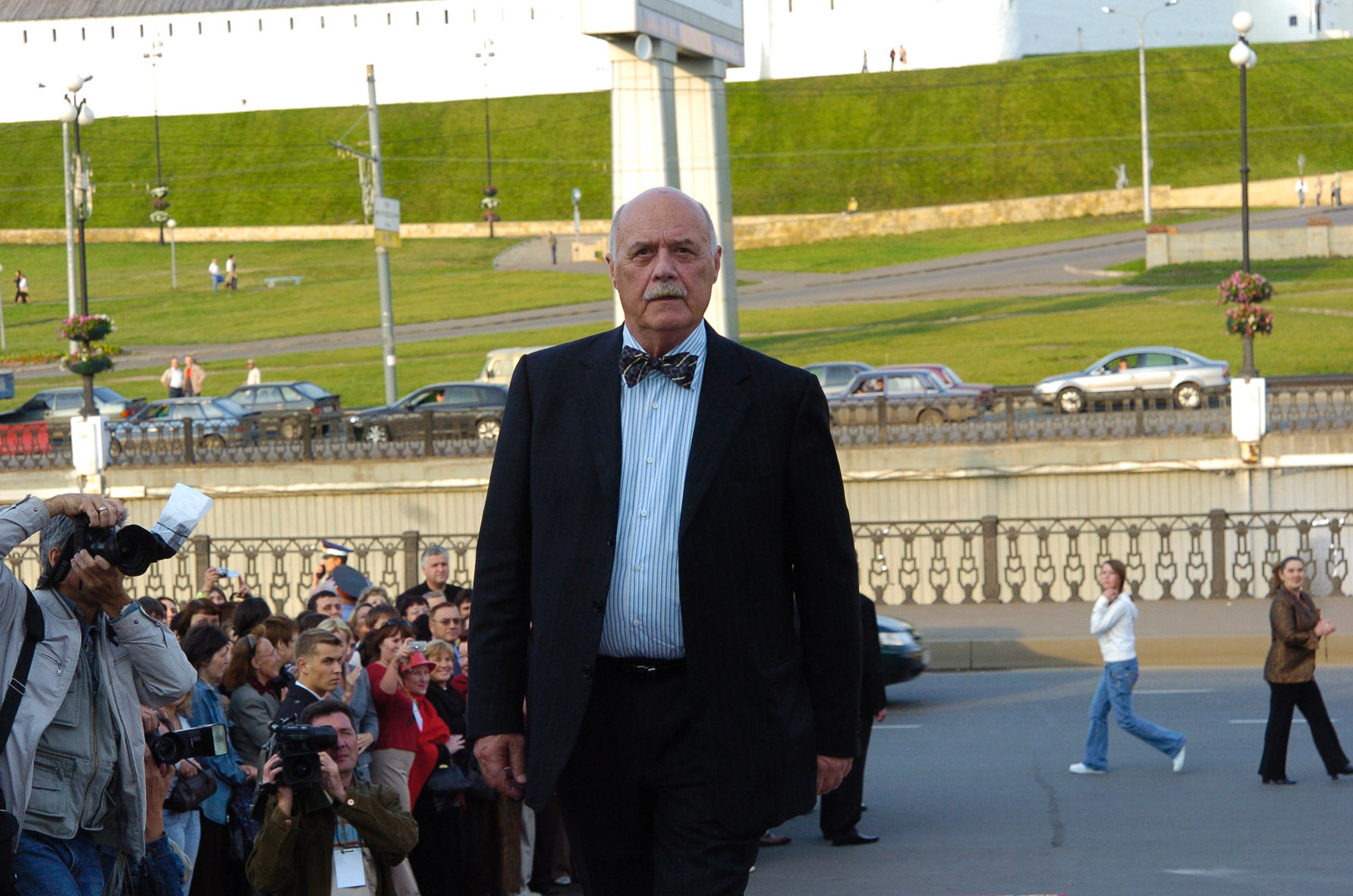
افتتاحیه سومین جشنواره بین المللی فیلم مسلمان «منبر طلایی» در سال 2007

جشنواره بین‌المللی سینمای مسلمان کازان (انگلیسی: Kazan International Festival of Muslim Cinema) در سال ۲۰۰۵ تأسیس شد. این جشنواره در اوایل ماه سپتامبر در شهر کازان، جمهوری تاتارستان روسیه برگزار می‌شود.
جشنواره بین‌المللی سینمای مسلمان کازان با حمایت اداره کل مسلمانان روسیه، وزارت فرهنگ فدراسیون روسیه و جمهوری تاتارستان راه‌اندازی شد. این جشنواره در سال‌های ابتدایی با نام منبر طلایی برگزار می‌شد اما پس از آن به «سینمای مسلمان کازان» تغییر نام داد. این جشنواره در کنار بخش‌های جنبی، بخش فیلم‌های سینمایی، فیلم‌های کوتاه و فیلم‌های بلند و کوتاه مستند نیز دارد.

## حضور سینمای ایران
در هجدهمین دوره جشنواره سینمای مسلمان کازان که در شهریور ۱۴۰۱ برگزار شد، ۹ فیلم داستانی و مستند از سینمای ایران در بخش‌های مختلف به نمایش درآمدند و نرگس آبیار کارگردان ایرانی نیز به‌عنوان یکی از اعضای هیئت داوران در جشنواره حضور داشت.